# Маклович, Роберт
Ро́берт Вито́льд Макло́вич (пол. Robert Witold Makłowicz; род. 12 августа 1963 года в Кракове) — польский повар и кулинарный журналист.

## Биография
Родился в семье польских армян. Изучал историю и юриспруденцию в Ягеллонском университете. В 1993—2002 годах писал для «Газеты Выборчей», сотрудничал с журналами «Впрост», «Пшекруй» и польским изданием «Newsweek». С 1998 года телеведущий программы «Podróże kulinarne Roberta Makłowicza» (Кулинарные путешествия Роберта Макловича).
В 2002 году награждён Серебряном крестом заслуги за пропагандирование региональной кухни. Лауреат премии «Виктор» в номинации «личности в телевидении» (2003).
В 2024 году награждён золотой медалью «За заслуги перед Австрийской Республикой».

## Публикации
- C.K. Kuchnia (1995),
- Listy pieczętowane sosem, czyli gdzie karmią najlepiej w Polsce (2001) (с Петром Биконтом),
- Zjeść Kraków. Przewodnik subiektywny (2001) (со Станиславом Манцевичем),
- Dialogi języka z podniebieniem (2003) (współautor с Петром Биконтом),
- Podróże kulinarne Roberta Makłowicza. Smak Węgier (2006),
- Stół z niepowyłamywanymi nogami (2007) (с Петром Биконтом),
- Fuzja Smaków. Podróże kulinarne Roberta Makłowicza (2007).